# Chiesa di Santa Maria Assunta (Tronzano Lago Maggiore)
La chiesa di Santa Maria Assunta, localmente nota anche come Chiesa dell'Assunta, è un edificio religioso situato a Tronzano Lago Maggiore, nella provincia di Varese.
La chiesa è situata su un terrazzo di terreno affacciato sul Lago Maggiore ed è raggiungibile dalla località di Bassano, una frazione di Tronzano.
La piccola chiesa ha origini medievali testimoniate dal campanile romanico ancora intatto e staccato dal corpo della chiesa, quest'ultimo nel tempo è stato rimaneggiato e non rimane traccia dell'originario edificio romanico.
Apparentemente la prima menzione risale al 1246 quando nella Carta delle regalie Capitolari del Capitolo di San Vittore di Cannobio risulta cappellano della chiesa (Sancte Marie et Sancti Quirici de Pino) un canonico di San Vittore, tale Otto Marcado. La chiesa è anche menzionata nel Liber Notitiae Sanctorum Mediolani in cui si parla di In plebe Canobio – loco Tronzano – ecclesia Sancte Marie.
L'edificio presenta pianta irregolare con una navata e due cappelle laterali. Il soffitto è a volte a vela, le due cappelle laterali hanno volta a botte. Il tetto ha copertura in piode.
Il campanile, a pianta quadrata, presenta feritoie e all'ultimo piano un ordine di bifore tamponate sormontate da archetti pensili, anche in questo caso la copertura è in piode.
Un restauro degli interni completato nel 2015 ha comportato il ripristino degli intonaci originali ancora esistenti il restauro degli affreschi dell'abside e della nicchia battesimale e ha riportato alla luce dei dipinti dell'altare maggiore.
In occasione del restauro è stato ripristinato anche il pavimento in lastre di pietra insieme ai marmi rossi delle scalinate delle cappelle laterali.